# Little, Little Love
Little, Little Love è un brano del gruppo musicale beFour, estratto come singolo dall'album di debutto del gruppo All 4 One e pubblicato il 14 settembre 2007 dall'etichetta Universal.
Il brano è stato scritto da Christian Geller e il singolo è stato pubblicato nei paesi in lingua tedesca.

## Tracce e formati
CD-Maxi (Pop 'N' Roll 06025 1747767 (UMG) / EAN 0602517477674)
1. Little, Little Love (Single version) – 3:13
2. I Wanna Be Like You - 3:36
3. Little Little Love (Karaoke version)- 3:13
4. All4One Album-Medley - 2:48

Digital Download
1. Little, Little Love (Single version) – 3:13
2. I Wanna Be Like You - 3:36
3. Little Little Love (Karaoke version)- 3:13
4. All4One Album-Medley - 2:48

## Classifiche
| Classifiche | Posizione raggiunta |
| ----------- | ------------------- |
| Germania    | 27                  |
| Svizzera    | 27                  |
| Austria     | 30                  |